# Stenasellus migiurtinicus
Stenasellus migiurtinicus là một loài chân đều trong họ Stenasellidae. Loài này được Messana, Chelazzi & Lanza miêu tả khoa học năm 1974.